# Miklós Szilvásy
Miklós Szilvásy (Márianosztra, 5 dicembre 1925 – Budapest, 24 maggio 1969) è stato un lottatore ungherese, specializzato nella lotta greco-romana.

## Palmarès

### Olimpiadi
- Oro a Helsinki 1952 nei pesi welter.
- Argento a Londra 1948 nei pesi welter.

### Mondiali
- Argento a Napoli 1953 nei pesi leggeri.